# Leci Brandão

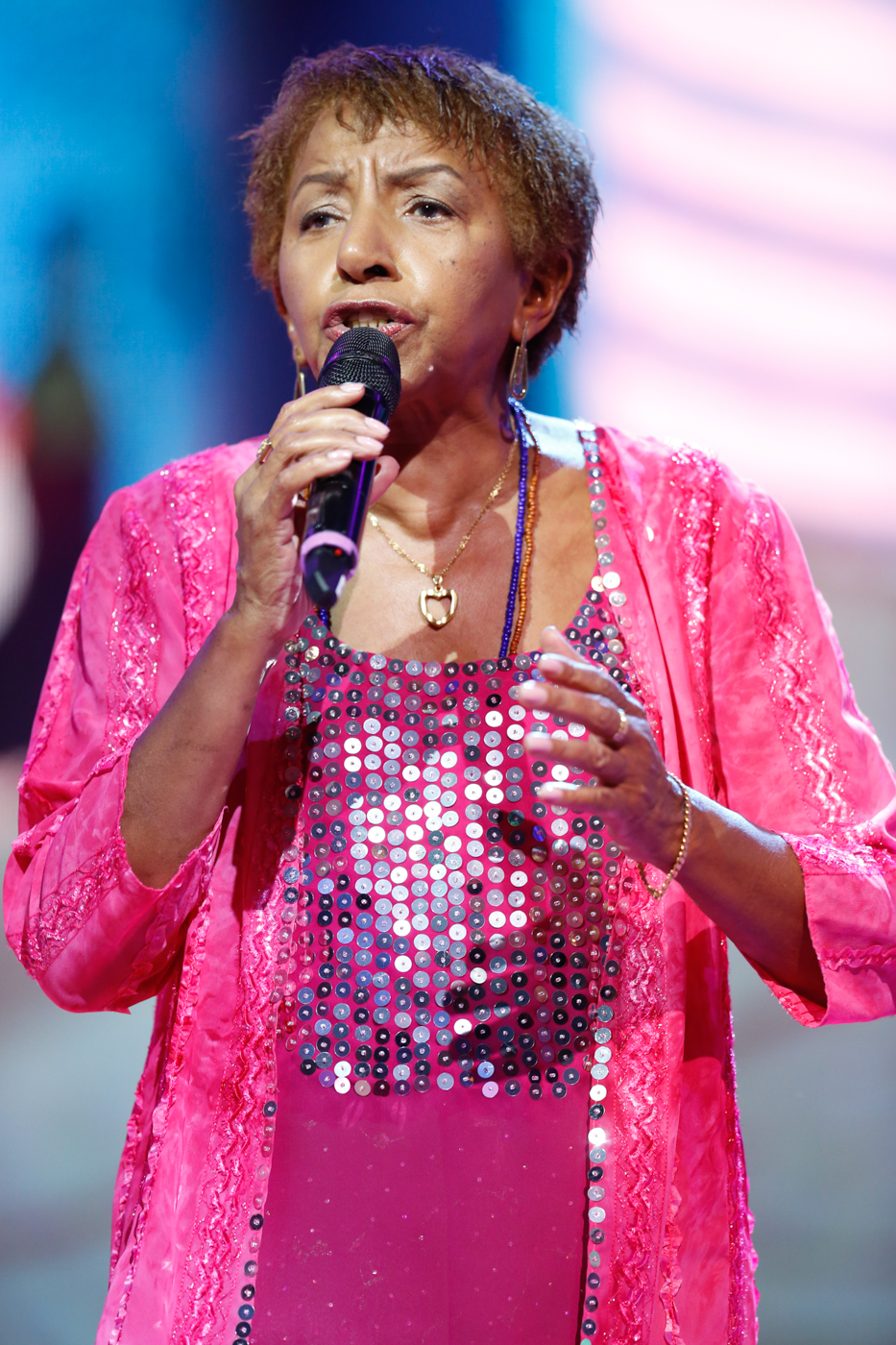
Leci Brandão

Leci Brandão da Silva (* 12. September 1944 in Rio de Janeiro, Brasilien) ist eine brasilianische Sambasängerin, Komponistin und Politikerin. Sie ist eine der wichtigsten Sambainterpreten der Música Popular Brasileira.

## Politisches Leben
Ab 2004 wurde Leci Brandão politisch aktiv, trat für Rassengleichheit ein und war Mitglied im Nationalen Rat für Frauenrechte (Conselho Nacional dos Direitos da Mulher). 2010 wurde sie mit dem Diploma Bertha Lutz ausgezeichnet.
Im Februar 2010 trat sie der Kommunistischen Partei Brasiliens (PCdoB) bei und bewarb sich um die Position einer Abgeordneten in der Legislativversammlung (ALESP) im Bundesstaat São Paulo, wobei sie mit mehr als 86.000 Stimmen gewählt und 2014 wiedergewählt wurde. Sie war nach Theodosina Rosário Ribeiro erst die zweite Afrobrasilianerin, die in das Abgeordnetenhaus von São Paulo gewählt wurde. Politisch setzt sie sich auch für Toleranz gegenüber Religionen und Kultur afrikanischer Herkunft sowie für Frauen, Jugendliche, LGBT und Rechte für Minderheiten, wie die der brasilianischen Indigenen und der Quilombolas ein.

## Diskografie (Auswahl)
- 1974: A música de Donga, Discos Marcus Pereira (LP)
- 1974: Leci Brandão, Selo Marcus Pereira (Maxi-Single)
- 1975: Antes que eu volte a ser nada, Selo Marcus Pereira (LP)
- 1976: Questão de gosto, Polydor (LP)
- 1977: Coisas do meu pessoal, Polydor (LP)
- 1979: Metades, Polydor (LP)
- 1980: Essa tal criatura, Polydor (LP)
- 1985: Leci Brandão, Copacabana Discos (LP)
- 1987: Dignidade, Copacabana Discos (LP)
- 1988: Um beijo no seu coração, Copacabana Discos (LP)
- 1989: As coisas que mamãe me ensinou, Copacabana Discos (LP)
- 1990: Cidadã brasileira, Copacabana Discos (CD)
- 1995: Anjos da guarda, RGE (CD)
- 1995: Atitudes, RGE (CD)
- 1996: Sucessos de Leci Brandão, Copacabana Discos (CD)
- 1996: Somos da mesma tribo, Movieplay (CD)
- 1999: Auto-estima, Trama (CD)
- 2000: Os melhores do ano II – ao vivo, Indie Records (CD)
- 2000: Eu sou assim, Trama (CD)
- 2000: Casa de samba 4, Universal Music (CD)
- 2001: Leci & convidados, Indie Records (CD)
- 2002: Jorge Aragão ao vivo convida, Indie Records (CD)
- 2002: A filhada Dona Lecy – ao vivo, Indie Records (CD)
- 2002: Os melhores do ano III, Indie Records (CD)
- 2003: A cara do povo, Indie Records (CD)
- 2007: Canções afirmativas – Ao vivo, Indie Records (CD)
- 2008: Eu e o Samba, Som Livre (CD)
- 2010: Disney Adventures in Samba, Mitwirkende, Walt Disney Records (DVD)
- 2011: Isso é Leci Brandão, Microservice (CD)
- 2011: O canto livre de Leci Brandão, Universal Music (CD)
- 2011: Uma flor para Nelson Cavaquinho, Mitwirkende, Lua Music (CD)
- 2017: Simples Assim – Leci Brandão, unabhängige Produktion (CD)